# Bathyleberis grossmani
Bathyleberis grossmani är en kräftdjursart. Bathyleberis grossmani ingår i släktet Bathyleberis och familjen Cylindroleberididae. Inga underarter finns listade.